# Partido País Solidario
El Partido País Solidario (PPS) es un partido político paraguayo, de ideología socialista democrática y socialdemócrata. Está afiliado a la Alianza Progresista a nivel internacional. El partido cuenta con más de 40 000 afiliados a nivel nacional. Su principal referente, Johanna Ortega, fue electa  
Diputada Nacional para el periodo legislativo 2023-2028. 
Desde agosto de 2024 es liderado por Edgar Segovia.

## Historia
Se originó a partir de una escisión del Partido Encuentro Nacional, impulsada por el movimiento interno PAÍS. El partido fue organizado formalmente a nivel nacional tras su primer congreso en el año 2002, estableciendo su estructura organizativa y comenzando a consolidarse como un actor relevante en la política paraguaya.
Carlos Filizzola Pallarés, médico de profesión, es uno de los principales referentes del Partido País Solidario. Filizzola ha sido una figura clave en la historia del partido, debido a su activismo gremial y político. Fue un destacado miembro del Sindicato del Hospital de Clínicas, donde trabajó en defensa de los derechos laborales y sociales de los trabajadores de la salud. Además, desempeñó un rol importante como secretario adjunto de la Central Unitaria de Trabajadores (CUT) entre 1989 y 1991, lo que consolidó su figura como un referente del sindicalismo en Paraguay.
Filizzola fue el primer intendente electo democráticamente de Asunción, la capital de Paraguay. Se desempeñó como Senador Nacional (2003-2011), luego como Ministro de Interior (2011-2012) en el gobierno de Fernando Lugo y nuevamente como Senador Nacional (2012-2023).

## Rama juvenil
El órgano autónomo a nivel juvenil de las y los militantes, simpatizantes y adherentes del partido que cuenten entre 14 y 30 años de edad es la Juventud País Solidario (JPS). Fue fundada el 12 de abril del 2002, dos años después del nacimiento del Partido.
Las presidencias de la JPS han sido ejercidas por Milena Pereira (2002-2006), Adán Ovelar (2007-2010), Johanna Ortega (2011-2017) y Renato Minardi (2017-2024). Fabiana Montiel Kleiner fue electa presidenta para el periodo 2024-2026.
La Juventud País Solidario es miembro pleno de la Unión Internacional de Jóvenes Socialistas.